# Northern Chaos Gods
Northern Chaos Gods deveti je studijski album norveškog black metal-sastava Immortal. Album je 6. srpnja 2018. godine objavila diskografska kuća Nuclear Blast. Prvi je album skupine na kojem se ne pojavljuje Abbath, jedan od njezinih osnivača.

## Popis pjesama
Tekstovi i glazba: Demonaz. 
| 1.    | »Northern Chaos Gods«  | 4:25 |
| 2.    | »Into Battle Ride«     | 3:50 |
| 3.    | »Gates to Blashyrkh«   | 4:38 |
| 4.    | »Grim and Dark«        | 5:27 |
| 5.    | »Called to Ice«        | 5:06 |
| 6.    | »Where Mountains Rise« | 5:51 |
| 7.    | »Blacker of Worlds«    | 3:43 |
| 8.    | »Mighty Ravendark«     | 9:14 |
| 42:14 |                        |      |

## Zasluge
Immortal
- Demonaz – vokali, gitara
- Horgh – bubnjevi

Dodatni glazbenici
- Peter Tägtgren – bas-gitara, inženjer zvuka, miksanje, produkcija

Ostalo osoblje
- Jannicke Wiese-Hansen – ilustracije